# Khandesh
Khandesh (en marathi i hindi: ख़ानदेश) és una regió de l'Índia central, que forma la part nord-occidental de l'estat de Maharashtra.

## Història
La inscripció més antiga en una roca data del 150 aC. Al Mahabharata s'esmenten els forts de Turanmal i Asirgarh i el sobirà de Turanmal apareix lluitant contra els pandaves; Asirgarh és assenyalada com a lloc d'adoració de Ashvatthama. Abans de l'era cristiana van governar els rajputs, d'una dinastia procedent d'Oudh, però la primera identificada clarament és la dels andhres, els quals foren desplaçats pels ksatrapes occidentals. Al segle V els chalukya van arribar al poder, i a la seva caiguda el país es va repartir entre els caps locals.
Khandesh va pertànyer als yadaves de Devagiri o a una branca dels rajputs chahuans d'Asirgarh. Aquests darrers haurien substituït a les tribus taks o takshaka, escites (abans identificats erròniament com a jats). Quan va aparèixer Muhammad Shah I Khalji fou atacada el 1296 matant a tota la guarnició al retorn d'una expedició al Dècan, estava sota el control del sobirà chauhan d'Asirgarh. Tot i la mort del raja local els hindús van conservar el poder quan es van retirar els musulmans.
El 1306 Malik Kafur (després Malik Naib), enviat per Delhi a recaptar el tribut de Devagiri va ocupar Sultanpur al nord-oest de Khandesh; sis anys després Kafur va instal·lar un nou governador a Devagiri i probablement estenia la seva autoritat a part del Khandesh. Kutb al-Din Mubarak Shah I Khalji (1316-1320) va reforçar el poder musulmà a la zona i després Muhammad Shah II Tughluk (1325-1351).
Malik Raja Ahmad va rebre la regió en jagir de Firuz Shah Tughluk (1351-1388) vers el 1370 i el territori no figura entre les possessions dels bahmànides. Malik Raja com a jagirdar (després sipahsalar) fou encarregar de sotmetre als petits rages rajputs que regnaven a diversos punts del Khandesh. Vers el 1382 es va fer independent de Delhi iniciant la dinastia dels farúquides de Khandesh formant el sultanat de Khandesh que va governar fins a la conquesta per Akbar el 1601.
El 1618 els anglesos van establir una factoria comercial a Burhanpur. La fam del 1630 va devastar al país; sota Aurangzeb el territori es va recuperar i a la meitat del segle xvii va arribar al seu millor moment. El 1670 Sivaji, el cap maratha, va creuar el Khandesh després de saquejar Surat i va exigir el chauth (quart dels impostos); l'agitació es va mantenir fins a la mort de Sivaji el 1680. Sota Sambhaji fou ocupada Burhanpur el 1695; encara va seguir Shahu (net de Sivaji) però finalment foren expulsats pel Nizam al-Mulk que va envair el país i la província de l'extrem nord del Dècan (on regnava Sayyid Husayn Ali) i es va apoderar d'Asirgarh i Burhanpur (1720), assolint el virregnat del Dècan, des del qual va imposar la seguretat de Khandesh als marathes.
Es va fer independent el 1724 adoptant aviat el títol de nizam de Hyderabad, i va morir el 1748. Salabat Jang i el seu general, el francès Bussy, van haver de cedir gran part de Khandesh i altres districtes occidentals d'Hyderabad per garantir la seguretat de la resta. El 1760 Asirgarh va caure en mans del peshwa Baji Rao i van dominar tot el Khandesh. Posteriorment fou teatre de lluites internes entre marathes i de saquejos per part dels bhils i de mercenaris àrabs que havien estat al servei dels marathes i havien estat llicenciats.
El 1779 els britànics s'hi van presentar per primer cop i el 1803 es van apoderar d'Asirgharh i Burhanpur, i finalment el territori els fou cedit el 1818 formant el Districte de Khandesh. Els britànics van trobar resistència en bandes àrabs especialment a Amalher i al fort Songir, i dels bhils i el districte no va quedar pacificat fins al 1846 mercès als Bhils Corps, una milícia creada el 1825 en temps d'Elphinstone. Es produí una revolta el 1852 sense èxit i el 1857 els bhils van participar en la revolta general sota lideratge de Bhagoji i del naik Kajar Singh, però foren derrotats. Burhanpur-Asirgarh restà dins el districte de Nimar a les Províncies Centrals (1864). El 1906 es va dividir en dos districtes: Districte de West Khandesh i Districte d'East Khandesh posteriorment districte de Dhulia i districte de Jalgaon (dels noms de les capitals).

## Llocs d'interès
- Edificacions antigues conegudes com a Hemadpantis, o localment Gauli Raj, derivats d'Hemadpant o Flemadri, ministre de Ramchandra (1271) raja yadava de Deogiri. Els edificis antics són també anomenats Gauli Raj, potser referit als reis yadaves. A la regió s'han trobat 39 hemadpantis, 31 temples, sis llacunes amb graderies laterals, i dos cisternes de pedra, algun potser molt antic encara que la majoria són dels segles xii i xiii.
- Restes musulmanes, destacant la mesquita d'Erandol.
- Chaitya i vihara a Pitalkhora prop de Chalisgaon obres budistes de vers el segle ii aC
- Ruïnes de Patna, temples i inscripcions, i unes coves a les muntanyes properes.
- Temple de Krishna a Vaghali del segle xi.